# گرمنجیک
گرمنجیک (به ترکی استانبولی: Germencik) شهری است در کشور ترکیه که در استان آیدین واقع شده‌است. جمعیت این شهر بر اساس سرشماری سال ۲۰۰۸ میلادی ۱۲٬۵۴۴ نفر و بر اساس برآوردهای سال ۲۰۰۹ میلادی ۱۲٬۶۳۵ نفر می‌باشد.